# Boulevard Montmartre
Boulevard Montmartre är en boulevard som löper öst-västligt genom Paris norra innerstad. Under hela dess längd utgör den gräns mellan andra arrondissementet i söder och nionde arrondissementet i norr. Följer man Boulevard Montmartre österut övergår den i Boulevard Poissonnière och den byter sedan namn ytterligare flera gånger innan den når fram till Place de la République. Följer man den västerut byter den namn till Boulevard Haussmann som med ett namnbyte fortsätter till Triumfbågen.
Namnet till trots ligger boulevarden inte i stadsdelen Montmartre, men den korsas av den nord-sydliga Rue Montmartre som i och med korsningen byter namn till Rue du Faubourg-Montmartre och fortsätter till Montmartre. Boulevarden stod färdig 1763. Paris äldsta passage, Passage des Panoramas, har sin entré mot Boulevard Montmartre.

## Berömda byggnader i urval
- No. 7: Théâtre des Variétés vars fasad och vestibul klassades som monument historique i september 1974.[1]
- No. 10: Musée Grévin vars teatersalong är monument historique sedan november 1964.

## Historia
I december 1825 flyttade Gioacchino Rossini in på nummer 10 och François-Adrien Boieldieu bodde i lägenheten ovanför.